# Maison Runtinger
La maison Runtinger (Runtingerhaus) est un édifice historique de la vieille ville de Ratisbonne en Bavière. C'est une maison patricienne parmi les plus anciennes et les mieux préservées de la ville. Cette maison gothique avec pignon à redents date du milieu du XIIIe siècle et se trouve au no 1 de la Keplerstraße. À partir de 1367, elle devient le berceau de la famille Runtinger, famille de négociants parmi les plus fortunés de la ville à cette époque. 

## Histoire
Les fondations de l'édifice remontent à une tour construite vers 1200. On trouve un puis dans la cour. La maison est transformée en auberge à partir du XVIe siècle, puis est divisée en de nombreux petits appartements au XIXe siècle. Le peintre expressionniste Josef Achmann a loué un de ces appartements de 1908 à 1911 comme atelier. La maison a été entièrement restaurée en 1978.
Aujourd'hui, l'édifice est occupé par les archives de la ville de Ratisbonne et on y trouvait jusqu'en 2007 le bureau de l'État de Bavière pour la préservation des monuments, avant qu'il ne soit installé à la Königliche Villa (Villa Royale) de Ratisbonne. On peut louer la salle de bal de 200 m2 pour divers événements ou expositions. Les archives de la ville - installées ici - possèdent les livres de commerce de la famille Runtinger de 1383 à 1407, démontrant l'opulence de cette famille.

## Source de la traduction
- (de) Cet article est partiellement ou en totalité issu de l’article de Wikipédia en allemand intitulé « Runtingerhaus » (voir la liste des auteurs).